# 地層累重の法則

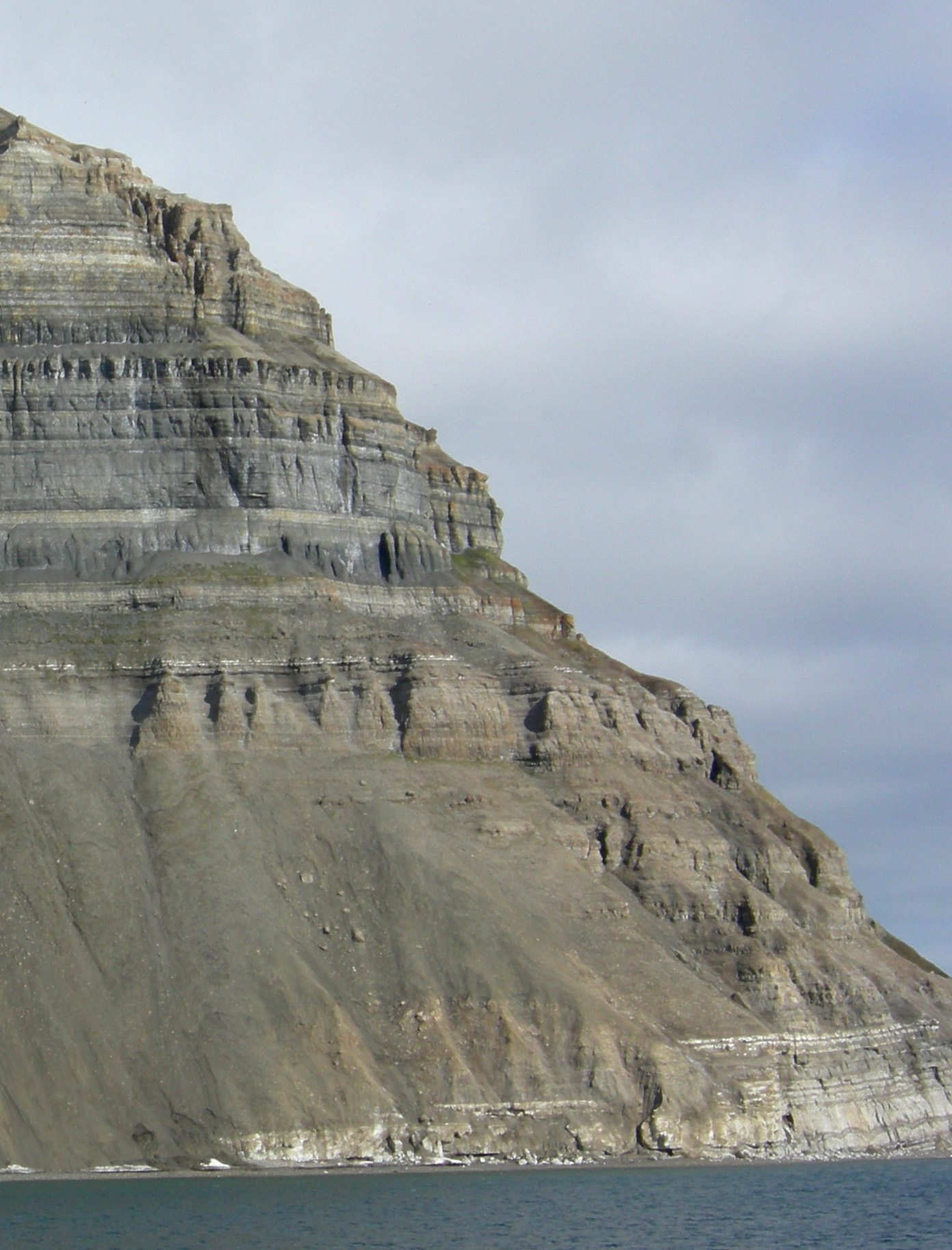
ノルウェー スヴァールバル諸島
スピッツベルゲン島 イスフィヨルド（Isfjorden）の北岸に沿った地層柱

地層累重の法則（ちそうるいじゅうのほうそく、英語: law of superposition）とは、地層は基本的に重力に従って下から上に向かって堆積する、下にあるものほど古い、という法則である。これは化石による地層同定の法則と並ぶ層位学の基本法則であり、地層の新旧や年代判定を行う上での大原則である。ステノスミスの法則ともいう。

## 概要・歴史
デンマークの科学者ニコラウス・ステノが、1669年にフィレンツェで出版した『固体の中に自然に含まれている固体についての論文への序文』において提唱した法則である。彼は、1666年10月にリヴォルノで捕らえられたサメを解剖した際、サメの歯とトスカーナ近辺で産出する化石の形状が類似していることを発見し、翌年に発表した解剖結果報告において、この化石が生物由来のものであると結論づけた。ステノは研究を進め、化石を含む岩層は海底で堆積したものと考えられること、水によって堆積した以上、最下層を除いては水平に堆積したものと考えられること、連続して堆積した場合、上に行くほど堆積した時期が新しくなることを見いだした。
これにより地球の発達過程が検証されるようになった。
次の3つの法則からなる。
- 第1法則　地層は水平に堆積する（初原地層水平堆積の法則。Law of original horizontality）。
- 第2法則　その堆積は側方に連続する（地層の側方連続の法則。Law of lateral continuity）。
- 第3法則　古い地層の上に新しい地層が累重する。

1791年、イギリスの土木技師ウィリアム・スミスは運河の工事による経験から、これを証明し、確立させた。

## 実際の適用
この法則はあくまで単層以上の単元に対してのものであり、単層中の葉理に対しては適用できない。
また実際には褶曲や断層、大規模な地すべりなどにより、上下が逆転している場合もある。
それでも本来下にあった層が年代的に古いことは変わらず、慎重に地層の連続性をたどれば、その時間経過を追えると考えられる。また、古い地層に褶曲や不整合が見られても、さらにその上に堆積した地層との関係には本法則が適用できる。生痕化石や、かぎ層などによって本来の上下を判断できる場合もあり、それらと組み合わせて、手がかりとして使われることが多い。